# Tanghulu
 (mars 2025).
Si vous disposez d'ouvrages ou d'articles de référence ou si vous connaissez des sites web de qualité traitant du thème abordé ici, merci de compléter l'article en donnant les références utiles à sa vérifiabilité et en les liant à la section « Notes et références ».
Les tanghulu (chinois simplifié : 糖葫芦 ; chinois traditionnel : 糖葫蘆 ; pinyin : táng húlu ; litt. « calebasse bonbon ou calebasse sucrée ») également appelés à Pékin bing tanghulu (冰糖葫芦, bīngtáng húlu), à Tianjin tangdun (糖礅, táng dūn), sont les noms de différentes friandises chinoises, constituées de fruits enrobés d’une fine coque de sucre croquante et vendus en brochettes. La brochette de cenelles d'aubépine de Chine glacées est la forme traditionnelle historique et c’est aussi la plus commune.
Traditionnellement, les tanghulu sont vendus par des marchands ambulants et dans les petits commerces de rue de toute la Chine du Nord, mais principalement dans les régions de Pékin et Tianjin où il s'agit d'une spécialité hivernale.
Cette friandise a également donné lieu à une célèbre chanson appelée « bīngtáng húlu ».
Les tanghulu présentent des similitudes avec les pommes d’amour vendues dans les fêtes foraines en France: les deux sont des fruits enrobés d’une coque sucrée, associées aux foires et aux marchés, avec une apparence colorée attrayante qui en font des friandises populaires, et qui sont présentées sur des bâtonnets ce qui les rend faciles à consommer dans la rue. Par contre l’association de cette friandise à l’amour semble propre à la France.

## Préparation
Les cenelles d’aubépine de Chine (C. pinnatifida), connues sous le nom de shānzhā 山楂 en chinois, sont cultivées et donc largement disponibles sur le marché chinois, un peu moins en Corée et encore moins au Japon.
Mais la préparation des tanghulu peut se faire aussi avec des fraises, des grains de raisin, ainsi que des myrtilles, framboises, tomates cerises, quartiers de clémentine ou des tranches de pomme, etc. et être vendue en toutes saisons, dans les régions tropicales du sud.
Après avoir lavé les fruits et les avoir séchés soigneusement, on les enfile sur une brochette de bambou. On prépare le glaçage au sucre, en faisant chauffer à feu moyen de l’eau et du sucre cristal (à raison de 1 volume d’eau pour 2 volumes de sucre), jusqu’à ébullition à 150 °C. On trempe les brochettes dans la préparation puis on les plonge dans de l’eau glacée.
Certaines versions haut de gamme de tánghúlu incluent des aubépines évidées, dans lesquelles sont insérées de la confiture ou des noix.

## Histoire
Il existe plusieurs origines légendaires, probablement le fruit de l'imagination d’habiles commerçants.
- Origine sous la dynastie Sui (581-618). À cette époque, la cour impériale récompensait les hauts fonctionnaires et les soldats méritants avec une brochette de fruits d’aubépine enrobés de sucre. Cette tradition aurait été adoptée par le peuple et se serait transformée en friandise populaire.
- Origine sous la dynastie Song (960-1279)
Un autre récit plaisant a imaginé que l’empereur Guangzong aurait cherché un remède pour soigner sa concubine favorite. Une proclamation impériale aurait été affichée pour inviter les citoyens à proposer des remèdes. Un médecin itinérant répondit à l’appel et présenta une recette simple : des fruits d’aubépine cuits dans de l’eau sucrée avec du sucre cristal. Ce remède s’avéra efficace, et la recette se serait ensuite diffusée parmi le peuple pour devenir ce que nous connaissons aujourd’hui comme les tánghúlu.

La première source historique fiable sur les tanghulu est un texte de la dynastie Qing (1644-1911), intitulé Yan Jing Sui Shi Ji 燕京岁时记 de Fang Bao 方苞 qui indique
« Les brochettes de fruits glacés au sucre (bing tanghulu 冰糖葫芦) sont préparées en enfilant des fruits comme l’aubépine (shanlihong 山里红), les pommes malus (haitangguo 海棠果), les raisins (putao 葡萄), les ignames (mashanyao 麻山药), les cerneaux de noix (hetaoren 核桃仁), ou la pâte de haricots rouges (dousha 豆沙) sur des brochettes en bambou, puis en les trempant dans du sucre cristal. Elles sont croquantes, sucrées et fraîches »
Le Yan Jing Sui Shi Ji 燕京岁时记 « Notes sur les fêtes saisonnières à Pékin », est une description détaillée des coutumes et festivités de la ville de Pékin à l'époque des Qing, durant le règne de l'empereur Qianlong (1736–1796), probablement entre les années 1750 et 1780.
En littérature, l’écrivain Lin Yutang 林语堂 (1895-1976) évoque ainsi quelques souvenirs
« Que ce soit le jour ou la nuit, on peut entendre les cris des vendeurs ambulants proposant leurs kakis givrés, ronds et sucrés, ou encore les tánghúlu, une friandise que les enfants adorent. Ces petites brochettes de fruits enrobés de sucre, généralement cinq ou six sur une même brochette, arborent une teinte rouge éclatante qui attire les clients. » Lin Yutang, L'Importance de vivre - Editions Picquier (1937, 2007).